# Антонін Ліберал

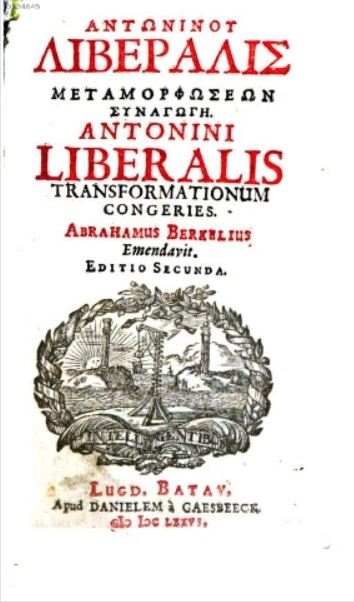
Antoninus Liberalis Transformationum congeries, видання 1676 року

Антоні́н Лібера́л (лат. Antoninus Liberalis) — давньогрецький граматик, що жив приблизно в I-III століттях н. е.

## Біографія і творчість
Єдиний збережений твір Антоніна Ліберала — «Метаморфози» (лат. Metamorphoseon Synagoge — грец. Μεταμορφώσεων Συναγωγή, досл. «збірка перетворень»). Ця збірка, яка містить сорок одне коротке оповідання про міфічні метаморфози. Унікальність цього твору в тому, що він написаний не у віршах, а в прозі.
Літературний жанр міфів, в яких чоловіки і жінки, герої і німфи перетворювалися на зорі, рослини, тварин, джерела, скелі або гори, був широко поширений і популярний в класичному світі. Витонченішими аналогами твору Ліберала є знамениті «Метаморфози» Овідія і Луція Апулея. Подібні сюжети простежуються і в таких елліністичних роботах, як Heteroeumena Нікандра і Ornithogonia, чиє авторство приписується Бою.
До наших днів зберігся тільки один рукопис Метаморфоз, що відноситься до кінця IX століття. Він зберігається в Палатинській бібліотеці в Гейдельберзі. 1437 року завдяки Джону Стойковичу він опинився в домініканському жіночому монастирі в Базелі, а 1553 року рукопис був переданий Палатинській бібліотеці. 1623 року, разом з іншою частиною бібліотеки, рукопис був перевезений до Риму, а 1798 року опинився в Парижі, як частина наполеонівської здобичі відповідно до Толентінського договору. 1816 року рукопис повернувся до Гейдельберга.
Рукопис був уперше надрукований і виданий 1598 року в Базелі Вільгельмом Гольцманом (Ксіландром).
Манера оповіді Антоніна — лаконічна та розмовна проза: «це абсолютно не художній текст», як стверджує Сара Маєрс. Перекладач Френсіс Сілорія розцінює текст як абсолютно доступний грецький койне, проте з великою кількістю гапаксів і відсутністю часток.

## Тексти та переклади
- В серії «Collection Budé»: Antoninis Liberalis. Les Métamorphoses. Texte établi, traduit et commenté par M. Papathomopoulos. 2e tirage 2002. XXXVII, 258 p. ISBN 978-2-251-00020-6
- Антонин Либерал. Метаморфозы. / Пер. и комм. В. Н. Ярхо. // Вестник древней истории. 1997. № 3-4.